# Шурма Ігор Михайлович
І́гор Миха́йлович Шурма́ (26 вересня 1958, Львів) — український проросійський політик. Народний депутат України IV та VIII скликань. Відмовлявся визнавати ДНР та ЛНР терористичними організаціями.

## Життєпис
Народився 26 вересня 1958 року у Львові. Кар'єру почав фрезерувальником Львівського заводу електровимірювальних приладів.

### Освіта
- 1976—1982 — навчався у Львівському медичному інституті (лікар-гігієніст-епідеміолог)[4].
- 2002 — Академія державного управління при президентові України, магістр державного управління.

### Кар'єра
- 1980—1982 — санітар станції швидкої допомоги Львівської міської клінічної лікарні.
- 1982—1983 — лікар з гігієни харчування районної СЕС.
- 1983—1986 — старший лаборант кафедри фармхімії Львівського медінституту.
- 1986—1995 — уповноважений лікар Львівського обласного комітету профспілки працівників охорони здоров'я.
- 1995—1996 — завідувач відділу обласного підприємства «Медтехніка».
- 1996—1998 — директор ТОВ «Декада-Львів».
- 1998—2001 — начальник відділу планування, обліку і підготовки кадрів Львівського обласного управління охорони здоров'я[5].

## Політична діяльність
В політиці з 1999 року, у 1999—2008 — член СДПУ(О). З 2000 року — член ради партії, з 2001 р. — секретар Львівського обкому. З березня 2003 року — заступник, у серпні 2007 — травні 2008 — перший заступник голови партії. Делегат XV—XXI з'їздів СДПУ(О).
- У 2003—2006 р. — народний депутат України. Обраний за партійним списком. Член комітету Верховної Ради України з питань охорони здоров'я, материнства та дитинства.
- 2004 року активно підтримував Віктора Януковича на виборах[8].
- 2006 балотувався до Львівської міськради 5-го скликання і до Верховної ради 5 скл. від блоку «Не так!».
- З 2006 по 18 лютого 2014 — заступник Харківського міського голови Михайла Добкіна[9].
- З березня 2010 р. — в.о. заступника голови Харківської облдержадміністрації з соціальних питань[10].
- 31 березня 2010 року введено[11] в склад[12] Харківського регіонального комітету з економічних реформ.
- 13 квітня 2010 року було призначено заступником голови Харківської облдержадміністрації з соціальних питань[13].
- З 27 листопада 2014 року по 29 серпня 2019 року — народний депутат України VIII скликання, член Комітету Верховної Ради України з питань охорони здоров'я.[14]

Був тісно повʼязаний із Сергієм Медведчуком, які протистояли у Львові команді Віктора Ющенка протягом 2001-2003 років.
Був одним з 59 депутатів, що підписали подання, на підставі якого Конституційний суд України скасував статтю Кримінального кодексу про незаконне збагачення, що зобов'язувала держслужбовців давати пояснення про джерела їх доходів і доходів членів їх сімей. Кримінальну відповідальність за незаконне збагачення в Україні запровадили у 2015 році. Це було однією з вимог ЄС на виконання Плану дій з візової лібералізації, а також одним із зобов'язань України перед МВФ, закріпленим меморандумом.

### Ставлення до ДНР та ЛНР та Росії
Шурма відмовляється визнавати ДНР та ЛНР терористичними організаціями, пояснюючи це тим, що «у кожному середовищі є погані люди». Окрім того, у Верховній раді не голосував за визнання Росії країною-агресором, пояснивши це тим, що «країни Європи цього поки не визнали».

### Відмова вшанування жертв Голодомору
27 листопада 2015 року показово відмовився встати у Верховній раді, щоб вшанувати хвилиною мовчання жертв Голодоморів. 10 липня Ігоря у Львові активісти Правого сектора облили Шурму свинячою кров'ю.

### Організація «СВІМ»
«СВІМ» («Система воєнізованих ігор молоді») — організація, що декларує військово-патріотичне виховання молоді, створена 2003 року. З 2004 по 2007 підтримувалась грошима партії СДПУ(О), Міністерством молоді та спорту України, місцевими бюджетами та безпосередньо Ігорем Шурмою та проросійським олігархом Віктором Медведчуком. Харківське відділення організації очолював до 2012 року член Українського вибору Медведчука Віталій Завгородній, близький колега Ігоря Шурми під час роботи в Харківській міськраді. Віталій — учасник харківського антимайдану, член проросійської організації Оплот. В 2012 році, В. Завгороднього позбавлено посади голови Харківського осередку СВІМ, за одноголосним рішенням загальних зборів ВМО СВІМ.

## Власність
Задекларував у власності 5 квартир: у Львові, Ужгороді та Харкові.

## Сім'я
- син Шурма Ростислав — директор заводу «Запоріжсталь», депутат Донецької обласної ради 6-го скликання, заступник Керівника Офісу Президента України з 23 листопада 2021 року[22]
- син Олег Ігорович Шурма — керівник приватної компанії «Вельтум-Запоріжжя», виведеної з комунальної власності компанії з вивозу сміття